# Денис Махмудов
Денис Махмудов (на македонска литературна норма: Денис Махмудов) е северномакедонски футболист на Сиена. Играе като крило и нападател.

## Биография
Роден е на 6 ноември 1989 година в Титов Велес, тогава в Социалистическа федеративна република Югославия. Махмудов преминава в Левски на 29 юни 2015 година, когато подписва двугодишен контракт с клуба. Играе в Левски един сезон.